# Phiditiidae
I Phiditiidae Minet, 1994 sono una famiglia di lepidotteri, appartenente alla superfamiglia Bombycoidea, diffusa esclusivamente in Sudamerica.

## Tassonomia
Questo taxon è stato a lungo considerato una sottofamiglia (Phiditiinae) dei Bombycidae, per poi essere elevato allo status di famiglia da Zwick et al. (2011).

### Generi
Vengono riconosciuti 4 generi per un totale di 23 specie:
- Phiditia Möschler, 1883
- Rolepa Walker, 1855
- Sorocaba Moore, 1882
- Tepilia Walker, 1855